# Nußdorf (Chiemgau)
Pour les articles homonymes, voir Nußdorf.
Nußdorf est une commune de Bavière (Allemagne), située dans l'arrondissement de Traunstein, dans le district de Haute-Bavière.